# Obere Kirche (Bad Zurzach)

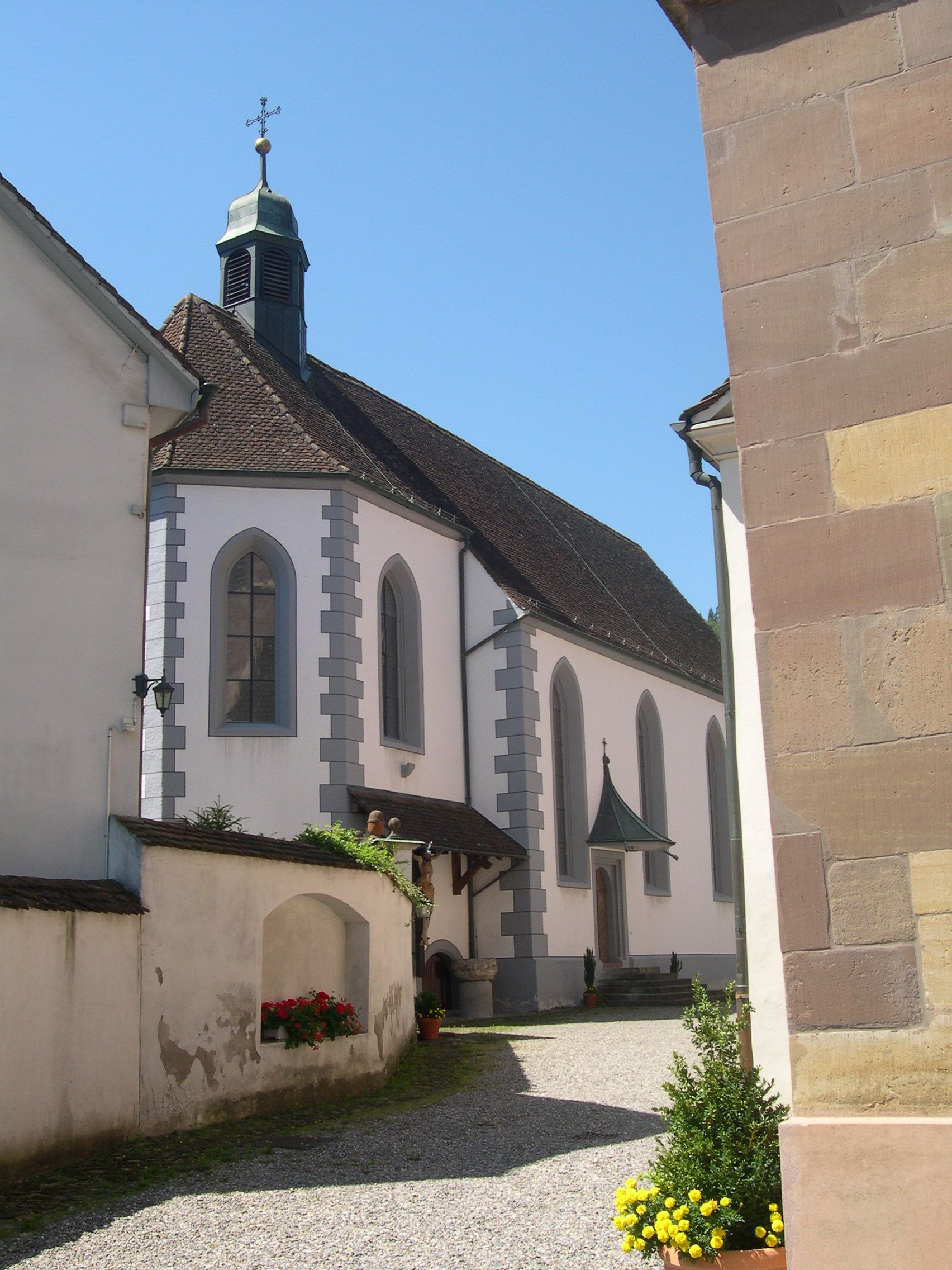
Blick zur Oberen Kirche

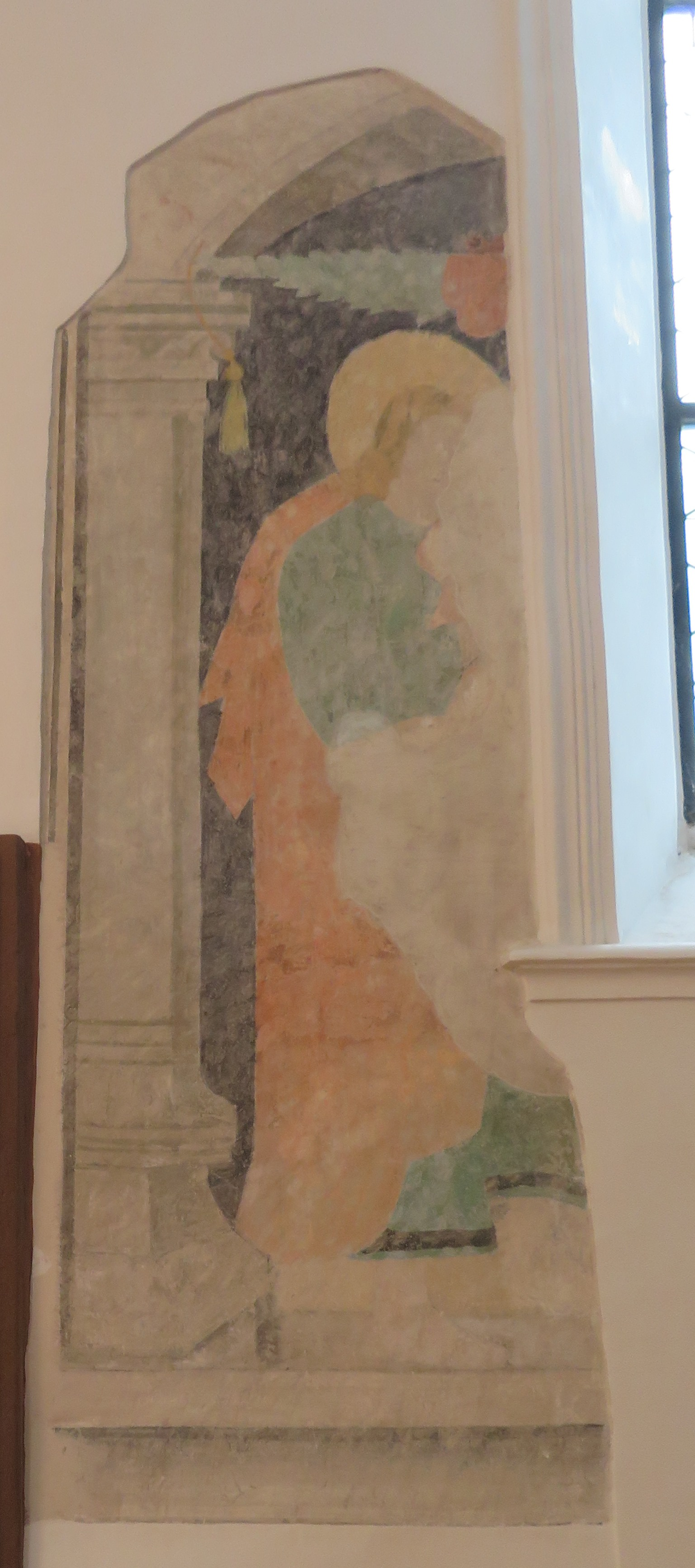
Wandmalerei

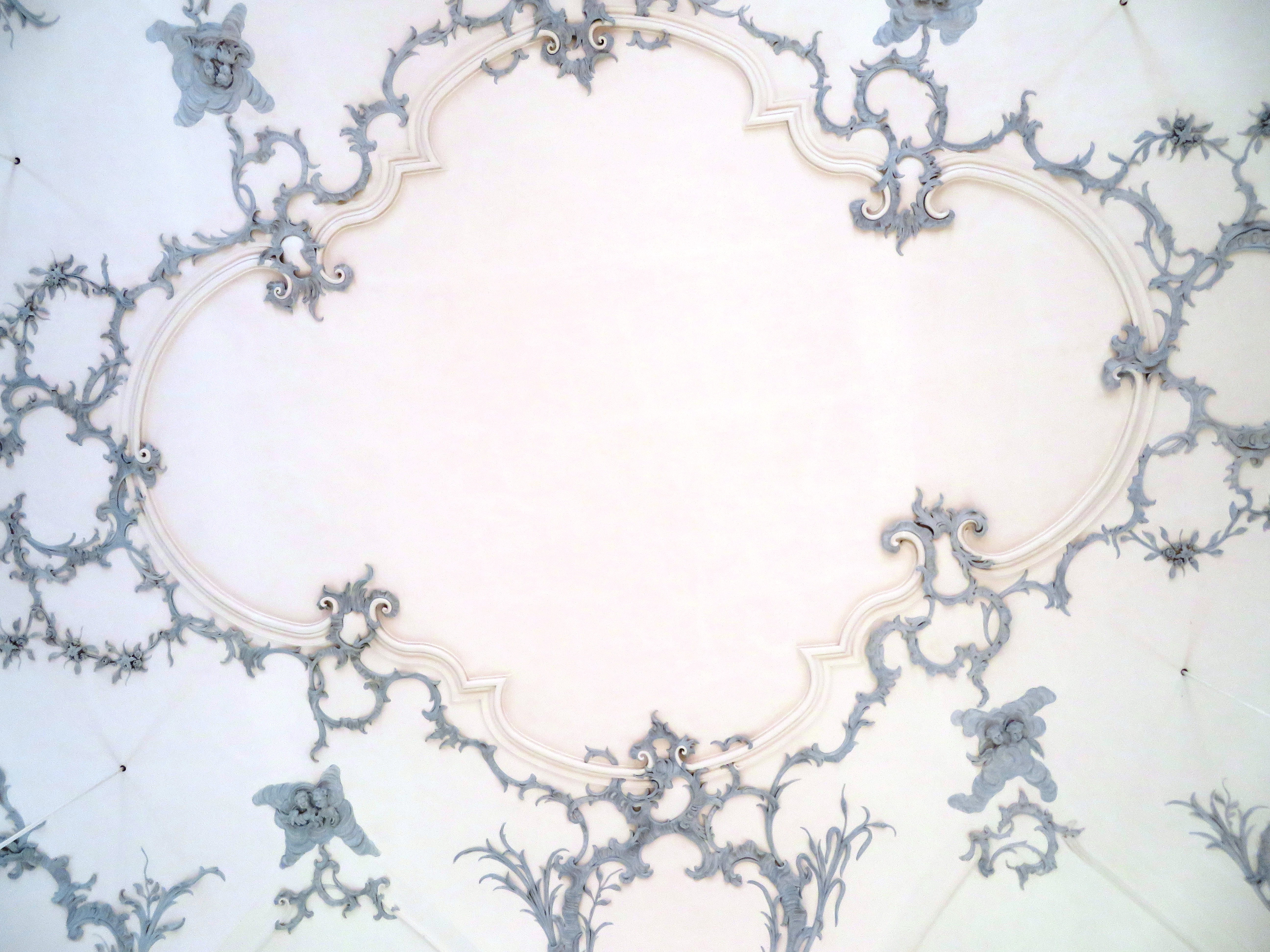
Deckenstuck

Die Obere Kirche in Bad Zurzach ist ein denkmalgeschütztes ehemaliges Gotteshaus, das mittlerweile als Ausstellungs- und Veranstaltungsstätte dient. 
Der schlichte Bau besitzt einen eingezogenen Polygonalchor über einem einstigen Beinhaus. Der Saal hat eine flache Decke, der Chor liegt um einige Stufen erhöht und ist gewölbt, die Wandpilaster tragen Stuckrocaillekapitelle.

## Geschichte
Die Obere Kirche war einst eine sogenannte Leutekirche. Sie wurde unmittelbar neben dem Verenamünster errichtet. Leutepriester wurden im 13. Jahrhundert mehrmals in Akten erwähnt; die heutige Obere Kirche stammt aber aus einer späteren Zeit. Ihre Vorgängerbauten fielen 1294 und 1471 Bränden zum Opfer, so dass in den Jahren 1347 und 1474 Neuweihungen der damaligen Kirche «zu unserer lieben Frau» nötig wurden. Im Jahr 1517 bewilligte schliesslich der Bischof von Konstanz einen Neubau. Stiftskapitel und Kirchgenossen einigten sich rasch darauf, dass das Stift den Chor errichten sollte, wohingegen die Kirchgenossen für das Kirchenschiff sorgen sollten. Es wurde eine Kirche im Stil der Spätgotik errichtet, die einen spitzen Dachreiter trug und auf der Westseite ein grosses gotisches Fenster hatte. Matthäus Merians Ortsdarstellung aus dem Jahr 1642 legt Zeugnis vom damaligen Äusseren der Kirche ab. Im Chorbereich dürfte sich damals ein gotischer Flügelaltar befunden haben; das Sakramentshäuschen war an der Nordostseite eingebaut. Im Chorbogen hing ein gotisches Kruzifix, das mittlerweile seinen Platz an der nördlichen Chorwand gefunden hat. Die Wände waren mit Fresken bemalt. Diese Malereien wurden wahrscheinlich 1565 erneuert, wurden später übertüncht, sind aber zum Teil erhalten und wieder freigelegt. Zu erkennen sind ein heiliger Sebastian und eine Kreuzigung. Vermutlich hatte die Kirche in ihrer Anfangszeit zumindest zum Teil farbige Fenster.
Zehn Jahre nach der Einweihung der Kirche, am 24. August 1529, beschlossen die Zurzacher Kirchgenossen die Annahme der reformierten Lehre, und am 29. August desselben Jahres wurde in der Kirche die erste Predigt nach dem zwinglianischen Glaubensbekenntnis gehalten. In der Folge wurden die Altäre und Altarbilder aus der Kirche entfernt, die nun ausschliesslich von den Reformierten genutzt wurde. Aber bereits Ende 1531 wurden viele Einwohner wieder katholisch. Zurzach war nun eine paritätische Gemeinde und die Obere Kirche wurde als paritätische Kirche genutzt, was aber zu zahlreichen Streitigkeiten führte. So stritt man sich etwa um die Wiederanbringung des Kruzifixes im Chorbogen und die Aufstellung eines Taufsteins der Reformierten. Ab 1681 wurde der Bau einer reformierten Kirche geplant, und am 4. Mai 1725 zogen die Reformierten mit ihrem umstrittenen Taufstein in die neu errichtete Reformierte Kirche um und überliessen den Katholiken gegen eine Auskaufsumme von 2000 Gulden den Kirchenschlüssel allein. 
Diese barockisierten nun den gotischen Bau. Der Dachreiter wurde 1734 durch den heute noch vorhandenen barocken Turm ersetzt, ab 1762 wurde der Innenraum durch Lucius Gambs mit Stukkaturen geschmückt. 1771 schuf der Bildhauer Hartmann von Schönau die beiden barocken Seitenaltäre und eine Kanzel, die mit Moses gekrönt war. Wenig später wurde ein freistehender Hochaltar hinzugefügt, der von einem Kreuzigungsbild des Malers Spiller von Laufenburg überragt wurde. Kirchenbänke und Hauptaltar wurden wahrscheinlich von Franz Ludwig Wind gestaltet. Der Barockisierungsprozess war um 1786 abgeschlossen. 
1876 wurde allerdings das Chorherrenstift aufgehoben und die römisch-katholische Gemeinde feierte fortan ihre Gottesdienste in der Stiftskirche. Die Obere Kirche wurde seitdem nur noch gelegentlich für Gottesdienste und Gemeindeversammlungen genutzt,  geriet nach und nach in einen schlechten Zustand und war für die Gemeinde im Grunde überflüssig geworden. In den 1920er Jahren trug man sich mit dem Gedanken, aus dem Gotteshaus eine Schule zu machen. Alexander von Senger-Zuberbühler legte einen Entwurf vor, der eine Verbindung der Oberen Kirche mit dem benachbarten Propsteischulhaus vorsah, aber nicht umgesetzt wurde. Weitere Entwürfe wurden von den Architekten Josef Erne aus Zürich und Waldkirch aus Zurzach angefordert. Die einberufene Baukommission entschied sich 1932 für Ernes Vorschlag, vier Schulzimmer in der ehemaligen Kirche unterzubringen. Doch Pfarrhelfer F. A. Siegrist, der das Baudenkmal erhalten wissen wollte, verfasste zahlreiche Aufrufe zur Rettung der Oberen Kirche vor dieser Umgestaltung, und auch finanzielle Gründe sprachen gegen die Umsetzung von Ernes Vorschlag. Nachdem 1937 entschieden worden war, das Schulhaus an der Langwiesstrasse zu bauen, wurden jedenfalls die Umbaupläne für die Obere Kirche nicht weiter verfolgt. 
Stattdessen sollte die Obere Kirche als Möbellager an die Firma Minet vermietet werden. Ausserdem wurde die Errichtung eines Grenzwachtkontonnements in der Kirche diskutiert. 1940 und 1941 wurde die Obere Kirche mit Truppen belegt und als Magazin verwendet. 
Die Kirche, deren kleine bleigefasste Scheiben offenbar die Schuljugend im benachbarten Propsteigebäude zu Zielwürfen eingeladen hatten, war zu diesem Zeitpunkt schon in einem desolaten Zustand, obwohl Pfarrer Dr. Adolf Reimann im Jahr 1935 Gelder gesammelt hatte, um die Fenster der Kirche zu erneuern und damit die Schäden durch Witterungseinflüsse einzudämmen. Damit konnte sie auch als Lager für die Besitztümer der Zurzacher dienen, die im Rahmen von Entrümpelungsaktionen aus den Dachböden entfernt werden mussten, als man schon mit Brandbombenangriffen im Zuge des Zweiten Weltkriegs rechnete. Die Zurzacher Jungwacht holte diese Bestände in den Häusern ab und brachte sie in der Kirche unter. Walter Edelmann, damals Mitglied der Jungwacht, erinnerte sich später an die Ausstattung der umgenutzten Kirche: «In dieser befanden sich noch die Sitz- und Kniebänke. Ich erinnere mich gut an die beiden Seitenaltäre, den linken mit dem Muttergottes Bild [sic!], das jetzt den Marienaltar in der Stiftskirche schmückt, und das Bild von Josefs Heimgang über dem Altar der Epistelseite. Beide Seitenaltaraufbauten waren noch mit einem weiteren Bild geschmückt, nämlich mit dem Apostel Petrus auf der einen und der Maria Magdalena auf der anderen Seite [...] Zwischen den beiden Seitenaltären [...] stand der Taufstein, dessen Deckel mit einer Plastik, die Taufe Jesus [sic!] im Jordan darstellend, geschmückt war. Der Hochaltar [...] war [...] links und rechts vom Tabernakel belebt durch die silbernen Gestalten der Apostel Petrus, Paulus, Johannes und Jakobus. Über dem Altar in der Mitte [...] erhob sich auf vier Säulen ein tempelartiges Gebilde, dessen Dach durch einen vergoldeten Pelikan gekrönt war, der seine Jungen mit dem eigenen Blut fütterte.» Edelmann berichtet auch vom Verbleib der Kunstwerke. Die beiden Seitenaltäre und die Kanzel seien im Jahr 1938 nach Feusisberg verkauft worden und schmückten nun die dortige Kirche. Der Taufstein sei in die Krypta geschafft worden. Die vier Apostelfiguren vom Hochaltar seien einige Zeit noch im Schiff der Oberen Kirche untergebracht gewesen und heute Teil des Kunstschatzes der Verenakirche. Der vergoldete Pelikan sei verschwunden, die Kirchenbänke seien zum Teil zersägt worden, der  Hochaltarbau sei «wertlos» gewesen. Überdies sei der Steinfussboden der Kirche um 1943 aufgerissen gewesen, weil man den Untergrund untersucht habe. 
Da am 1. September 1944 der Todestag der Ortsheiligen Verena sich zum 1600. Mal jährte, machte die katholische Jungmannschaft sich ab 1943 Gedanken darüber, wie dieses Jubiläum zu begehen sei, und richtete schliesslich einen Antrag an die katholische Kirchenpflege, die Obere Kirche als Spielstätte für die Aufführung eines Festspiels zur Verfügung zu stellen. Im Gegenzug wollte die Jungmannschaft helfen, das Bauwerk wenigstens in seinem Inneren wieder in einen benutzbaren Zustand zu versetzen und die nötige Geldsammlung zu unterstützen. Der Antrag hatte Erfolg und 1944 wurde das Kircheninnere mit einem finanziellen Aufwand von etwa 25 000 Franken renoviert. Ein neuer Riemenboden wurde gelegt, eine Beleuchtung eingebaut, ein Chorvorhang angebracht und eine Bestuhlung mit Klappstühlen der Wisa-Gloria beschafft. Linus Birchler, der die Malerarbeiten begleitete, verlangte, dass die verschiedenen Epochen, die ihre Spuren in der Kirche hinterlassen hatten, sichtbar gemacht wurden. Daher wurden die Fresken unter dem Putz erhalten, der Chorbogen aus rotem Sandstein freigelegt und die frühbarocke Bemalung über demselben restauriert. Birchler verlangte auch eine indirekte Beleuchtung für den Raum, um die Gambler-Stuckarbeiten hervorzuheben. Am 27. August 1944 fand der Festakt in der renovierten Kirche statt - zwar ohne das ursprünglich geplante Festspiel, aber mit Konzert- und anderen Beiträgen. Damit begann die Nutzung der Oberen Kirche als Veranstaltungsraum. 1958/59 erhielt die Kirche doppelverglaste Fenster und eine Elektroheizung, 1963 erfolgte eine Aussenrenovierung. 1974 wurde eine neue Bestuhlung angeschafft. Die Krypta mit dem Spruch «Hodie mihi cras tibi» wurde von Pieter van de Cuylen zu einem Meditationsraum umgestaltet.
Wurde die Kirche in den ersten Jahrzehnten vor allem für Konzerte genutzt, so diente sie 1962 erstmals auch als Ausstellungsstätte und wurde als solche dann eifrig genutzt, bis 1989 ihre Ausstattung erneut verändert wurde: Pieter van de Cuylen hatte sich 1966 an der Ausstellung Das Kreuz in der Kunst der Gegenwart und 1971 an einer Ausstellung zum Thema «Tod» in der Oberen Kirche beteiligt. 1943 unter Bombentrümmern in Berlin verschüttet, hatte er damals ein Gelübde abgelegt, sein religiöses Hauptwerk einer Marienkirche zu stiften. Als er erfuhr, dass die Zurzacher Obere Kirche einst eine Marienkirche gewesen war, wollte er diesen Plan hier verwirklichen. Er bot zunächst einen Fensterzyklus für die Obere Kirche an, der aber aus Gründen des Denkmalschutzes abgelehnt wurde. Die Entwürfe zu diesem Zyklus befinden sich heute in Bad Zurzach, sind aber nicht in der Oberen Kirche ausgestellt, im Gegensatz zu zahlreichen Gemälden und plastischen Arbeiten, die van de Cuylen ein Jahr vor seinem Tod der katholischen Gemeinde schenkte und die im Rahmen einer Dauerausstellung nun an den Wänden der Oberen Kirche zu sehen sind. Nach van de Cuylens Tod gab dessen Witwe das gesamte künstlerische Werk ihres Mannes nach Zurzach. Daraufhin wurde eine weitere permanente Ausstellung mit Werken van de Cuylens im Mauritiushof eingerichtet. 
1996 erfolgte die vorläufig letzte Sanierung der Oberen Kirche. Sie erhielt unter anderem eine Entfeuchtungszone und einen neuen Aussenanstrich sowie eine Mondscheiben-Fensterverglasung mit äusserem Isolierglas in den Eisenfassungen aus dem 18. Jahrhundert. Auf der Südseite wurde ein Garderoben- und Magazinanbau errichtet. Der Haupteingang wurde mit einer Rampe versehen. Drei Grabplatten von Chorherren auf der Aussenseite wurden freigelegt. Im Inneren wurde unter anderem der Stuckschmuck restauriert, die indirekte Beleuchtung durch Hängeleuchten ersetzt und die 1944 kopierte und nicht original gefasste Chorbogenmalerei entfernt, ausserdem wurden die Sandsteinimitationen am Chorbogen und den Fenstergewänden wieder weiss gefasst.